# Zygolophodon morotoensis
Espèce
Zygolophodon morotoensis est une espèce éteinte de proboscidiens de la famille des Mammutidae.
Il vivait en Afrique de l’Ouest pendant le Miocène et le Pliocène.
On a également retrouvé des restes de Z. morotoensis dans un gisement de Meswa Bridge au Kenya, datant du Miocène.

## Référence
- (en) Pickford & Tassy, 1980, « A new species of Zygolophodon (Mammalia, Proboscidea) from the Miocene hominoid localities of Meswa Bridge and Moroto (east Africa) »,  Neues Jahrbuch fuer Geologie und Palaeontologie Monatshefte, vol. 1980, n. 4,  p. 235-251.